# Kaplica Królewska na Wawelu

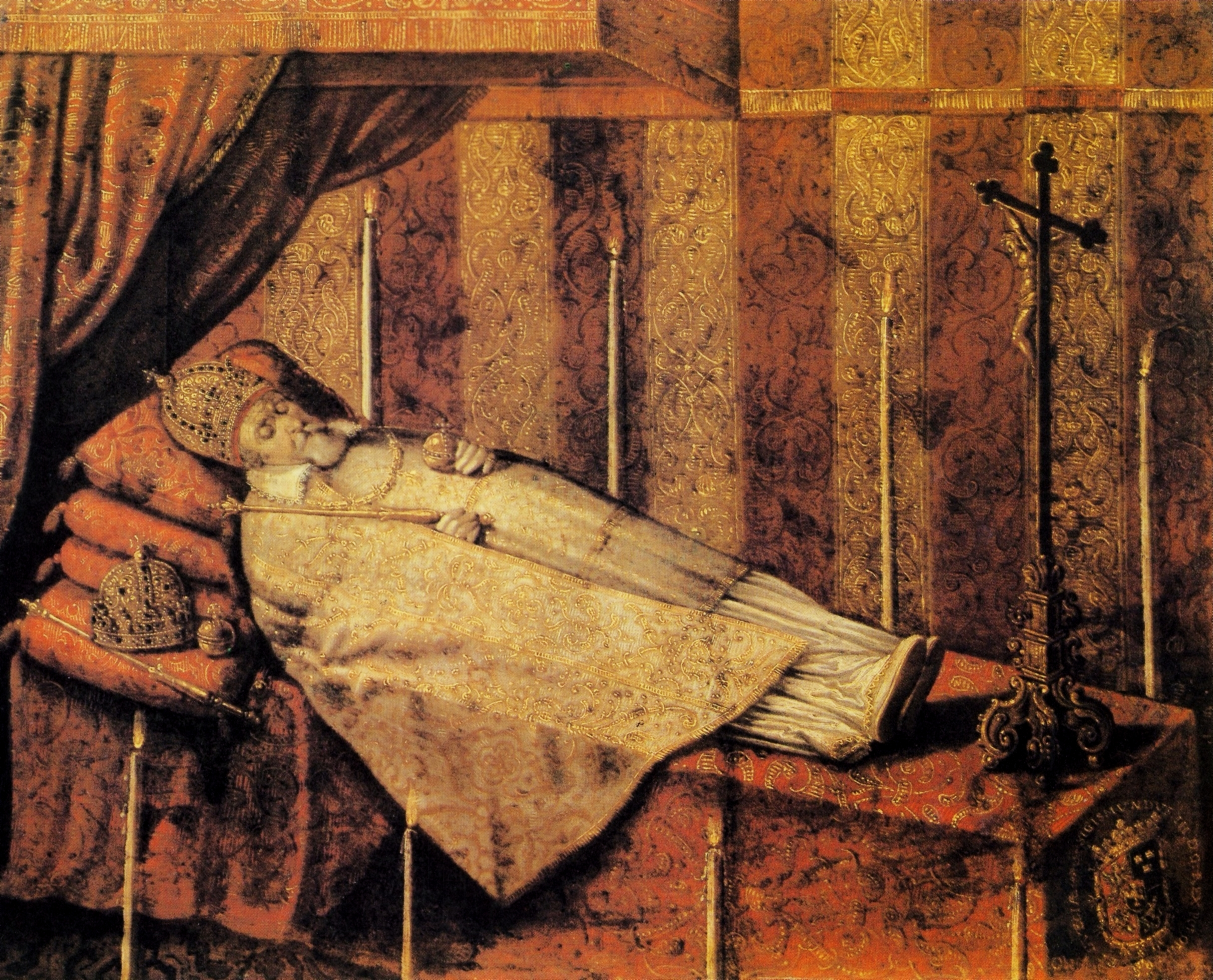
Zygmunt III na katafalku – obraz z kaplicy

Kaplica Królewska, pod wezwaniem Trójcy Świętej – pomieszczenie Zamku Królewskiego na wzgórzu wawelskim w Krakowie. Obecnie wchodzi w skład ekspozycji Reprezentacyjnych Komnat Królewskich. Znajduje się na drugim piętrze, w wieży Duńskiej, na północ od Łożnicy Królewskiej i wschód od sali Pod Ptakami.

## Historia
Kaplica powstała około 1602 roku z fundacji Zygmunta III Wazy. Po zniszczeniach została odnowiona w 1928 roku sumptem rodziny Du Pont de Nemours.

## Architektura
Wnętrze urządzone jest w stylu barokowym. Do pomieszczenia wiedzie portal z Sali Pod Ptakami. Ponadto w ścianie południowej umiejscowione jest okno do łożnicy. Wymienione elementy architektoniczne wykonano z marmuru, podobnie zresztą jak posadzkę i mensę ołtarzową. Ściany kaplicy wyłożono kurdybanem z początku XVIII wieku. Pochodzi on z Zamku Moritzburgu w Saksonii i został zakupiony od antykwariusza wiedeńskiego Szymona Szwarca w dwudziestoleciu międzywojennym. Barokowa dekoracja stiukowa posiada polichromię pędzla Józefa Pankiewicza z lat 1930 – 1932. W ścianę wmurowano tablicę pamiątkową Piotra Samuela – działacza Komisji Edukacji Narodowej, a także przodka rodziny Du Pont de Nemours. Mensa ołtarzowa ustawiona jest na marmurowym podeście. Składa się z dwóch cokołów, oraz czterech balasek pośrodku i dwóch po bokach, a także płyty, na której spoczywa ołtarz. Jest to drewniany tryptyk z predellą, z około 1600 roku, autorstwa artystów krakowskich. Scena środkowa wyobraża Trójcę Świętą. Flankowana jest po bokach złoconymi kolumnami korynckimi, na których wspiera się przełamane belkowanie – również złocone. Skrzydła boczne podzielono na cztery kwatery (po dwie kwatery na każdym), ukazujące świętych. Reszta umeblowania, to eksponaty z XVII wieku. Są to: pojemnik na wodę święconą na południe od ołtarza, klęcznik oraz podstawa na Biblię. Na ścianie obraz Zygmunt III na katafalku, przedstawiający zmarłego króla, leżącego w kaplicy zamkowej w Warszawie.